# Hylaeus penalaris
Hylaeus penalaris är en biart som beskrevs av Dathe 1979. Hylaeus penalaris ingår i släktet citronbin, och familjen korttungebin. Inga underarter finns listade i Catalogue of Life.